# Klosterkirche Neuwerk

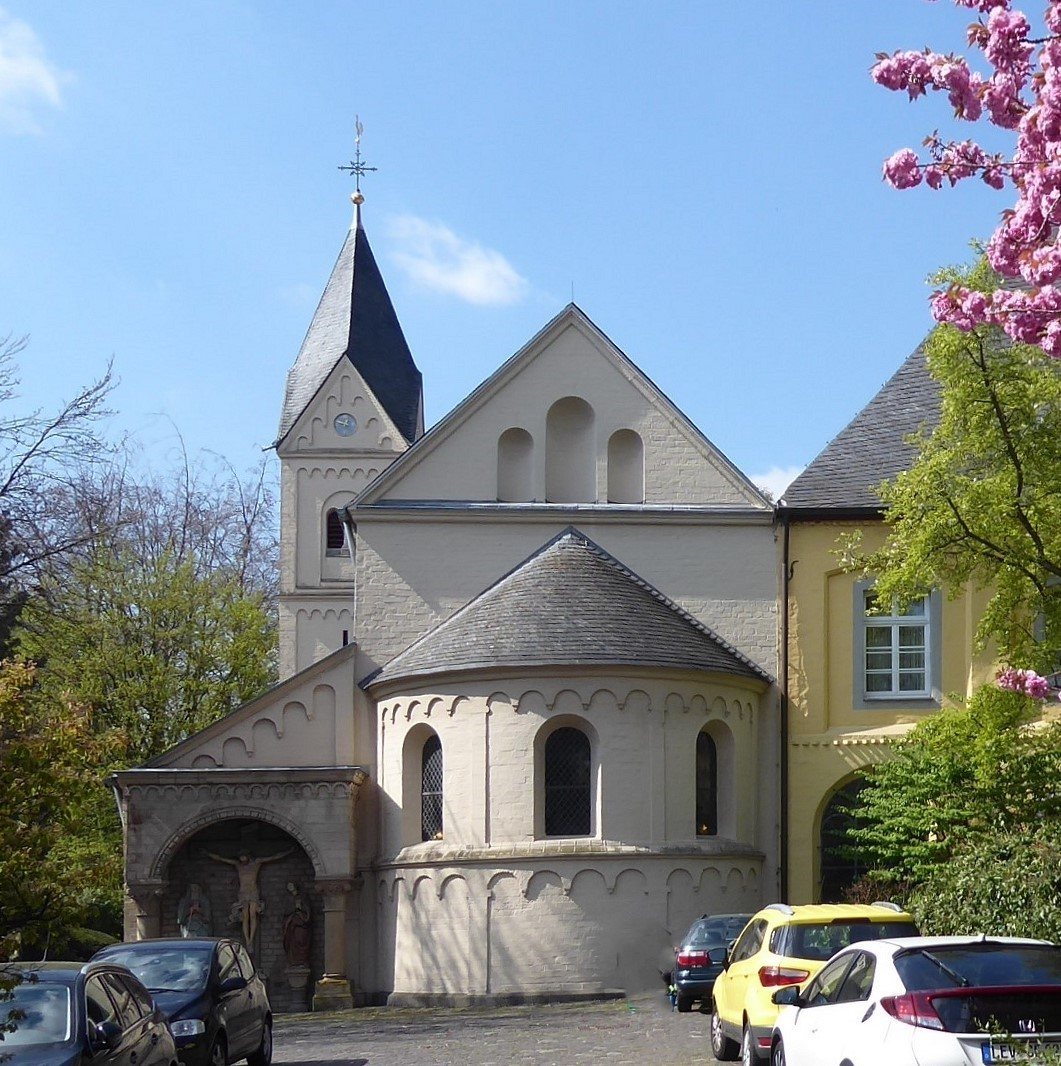
Die Klosterkirche

Die Klosterkirche Neuwerk ist die Kirche des Klosters Neuwerk und steht im Stadtteil Neuwerk in Mönchengladbach (Nordrhein-Westfalen), Dammer Straße 157.
Das Gebäude wurde ab dem 12. Jahrhundert erbaut. Es ist unter Nr. D 009 a am 15. Dezember 1987 in die Denkmalliste der Stadt Mönchengladbach eingetragen worden.

## Lage
Das Kloster und die Klosterkirche liegen im Niederungsgebiet des zur Niers fließenden Alsbaches auf der so genannten Kranendonk im Stadtteil Neuwerk.

## Architektur

### Äußeres
Die geostete, dreischiffige, rippengewölbte Pfeilerbasilika mit Chorgeviert und Sterngewölbe unter Satteldach, gerundeter Apsis sowie – in Auf- und Grundriss – deutlich abgesetztem westlichem Emporenbau mit anschließendem Eckturm im Südwesten. Tuffsteinkirche auf Basaltlavasockel. Westfassade und Eckturm werden gegliedert durch Gesimse, über dem Erdgeschoss ansetzende Lisenen, konsolengestützte Bogenfriese sowie Rund- und Rundbogenfenster. Das Glockengeschoss des Turmes besitzt auf jeder Seite ein Biforium und wird von einem Rhombendach eingedeckt.
Die Südseite zeigt von Lisenen gegliederte Wandfelder mit – zu groß erneuerten – Vierpassfenstern im Seitenschiff bzw. im Erdgeschoss der Westempore (neben dem Zugang) und Rundbogenfenstern im Obergeschoss. Die Lisenen gehen unter dem geschuppten Dachgesims in einen von Konsolsteinen gestützten Bogenfries über. Die Apsis unter halbem Kegeldach wird gegliedert durch Lisenen und je einen Bogenfries unter dem Sohlbank- und Dachgesims.
Vor dem Halbgiebel des südlichen Seitenschiffs ist unter einer neuromanischen Bogennische eine um 1520/30 entstandene Kreuzigungsgruppe gesetzt. An das nördliche Seitenschiff der Basilika und der Westempore – deren Seitenschiffe sind nur halb so breit wie die der Basilika – schließt sich der Kreuzgang an.

### Inneres

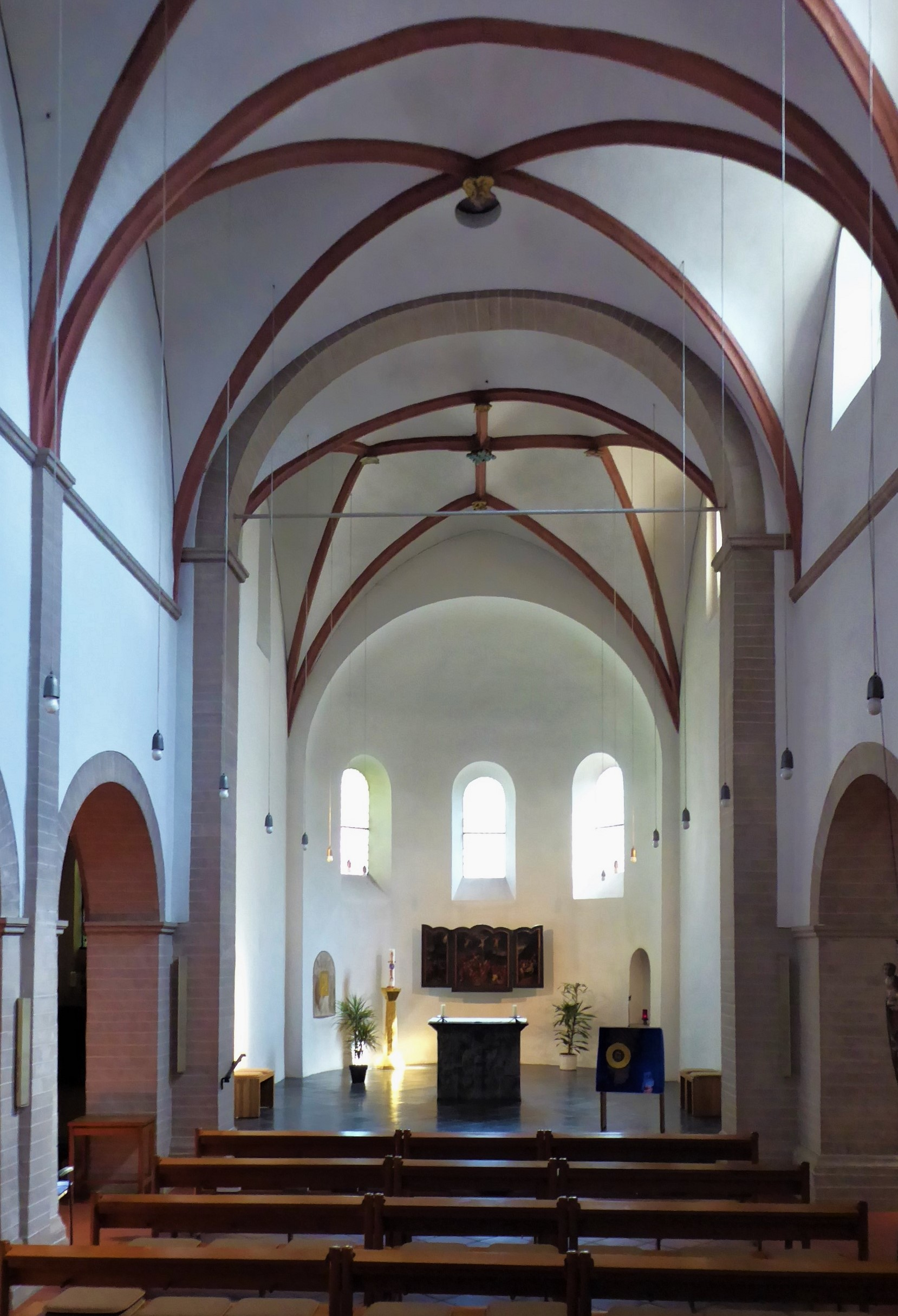
Inneres, Blick zum Chor

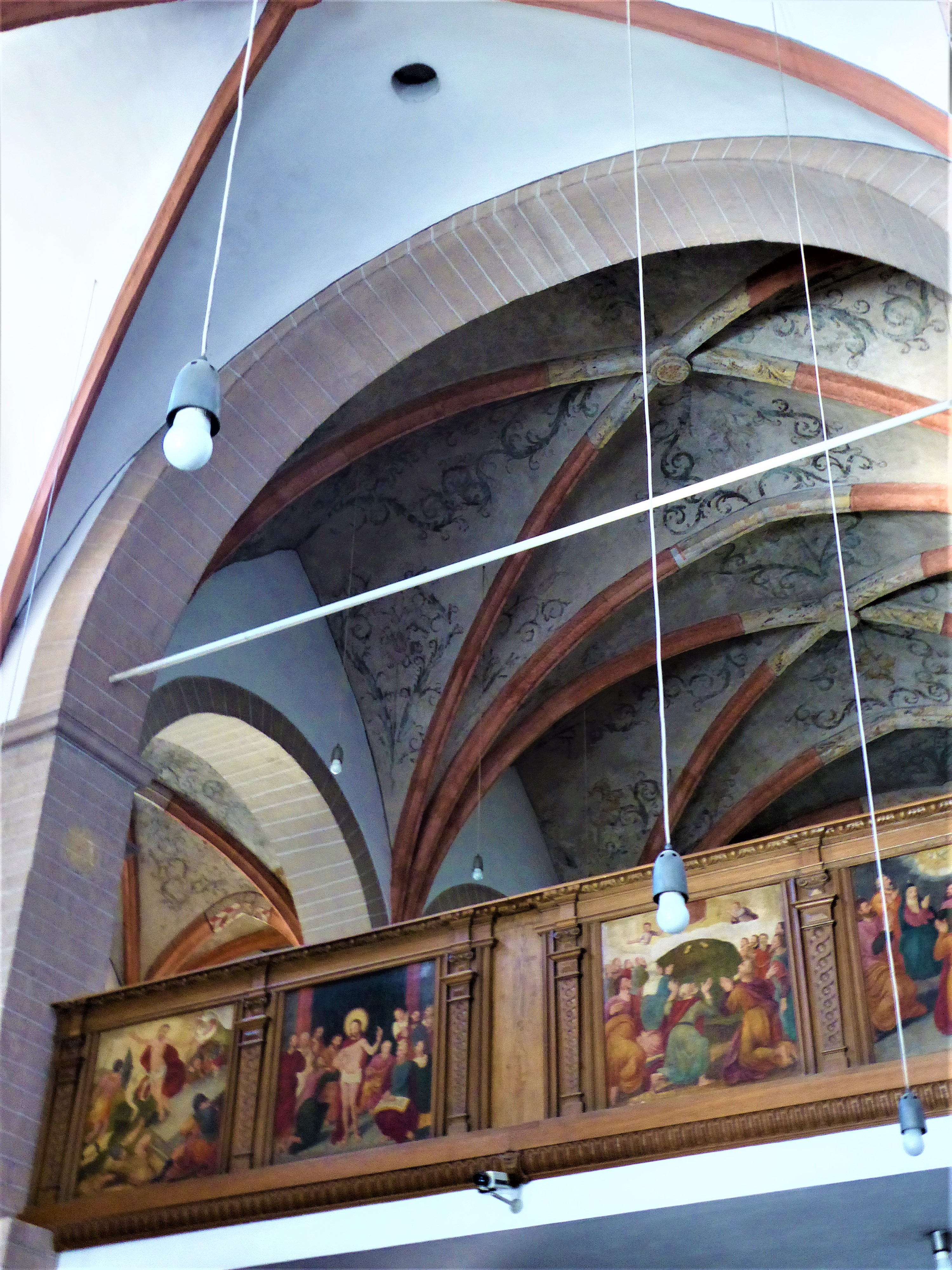
Brüstung der Empore

Im Inneren sind fünf Teilräume der Kirche auszumachen: Der Chor, der mit einer halbrunden Apsis abschließt und den Altar und den Tabernakel enthält, das vordere Kirchenschiff mit dem Kirchengestühl für die Gläubigen, das südliche Seitenschiff mit Vierpassfenstern und dem barocken Josefsaltar, das nördliche Seitenschiff, der älteste Teil der Kirche mit dem Barbara-Altar und einem Barbarafenster, das hintere Mittelschiff oder der Emporenbereich, der als Westwerk der jüngste Teil der Kirche ist, um einige Stufen erhöht ist und über drei Joche von der so genannten Nonnenempore überdeckt wird.

## Ausstattung
- Im Chor befindet sich der Volksaltar und an der Rückwand ein zwischen 1630 und 1650 entstandenes dreiflügeliges Altarretabel (Triptychon) aus der Schule Rembrandts mit einer Darstellung der Kreuzigung im Zentrum, flankiert von der Gefangennahme Jesu rechts und der Grablegung links. Ferner ist hier der Tabernakel in die Wand eingelassen. Der 1972 entstandene Volksaltar und die Gestaltung des Tabernakels sind Werke des Bildhauers Klaus Iserlohe.
- Im Kirchenschiff steht mittig an der Schnittstelle von vorderem Schiff und Emporenbereich der vergoldete Reliquienschrein der seligen Maria von den Aposteln, die als Therese von Wüllenweber in der Nähe von Neuwerk geboren wurde und aufwuchs und die Gründerin der Ordensgemeinschaft der Salvatorianerinnen wurde. Der Schrein wurde ebenfalls von dem Künstler Klaus Iserlohe gestaltet.
- Die Brüstung der Nonnenempore ist mit vier Gemälden aus der ersten Hälfte des 17. Jahrhunderts bestückt, die thematisch an die Darstellung des Triptychons im Chor anschließen; sie zeigen die Auferstehung Jesu Christi, Christus und den zweifelnden Apostel Thomas, die Himmelfahrt Christi und das Pfingstwunder. Im Gewölbe über der Empore sind Malereien aus der Zeit zwischen 1670 und 1680 zu sehen.
- Die Orgel mit vier Registern auf einem Manual und Pedal wurde 1974 von der Orgelwerkstatt Oberlinger gebaut. Sie steht nicht auf der Empore.[2]
- Im Turm hängt eine Kirchenglocke aus Bronze, die 1924 von der Glockengießerei Ulrich, Apolda gegossen wurde. Sie hat bei einem Durchmesser 746 mm ein Gewicht von etwa 250 kg und klingt mit dem Schlagton c″.[3]